# Sami Ullah
Sami Ullah (* 20. März 1992) ist ein gesperrter pakistanischer Sprinter.

## Sportliche Laufbahn
Erste internationale Erfahrungen sammelte Sami Ullah bei den Südasienspielen 2019 in Kathmandu, bei denen er zunächst im 100-Meter-Lauf in 10,66 s die Bronzemedaille hinter Hassan Saaid von den Malediven und Himasha Eashan aus Sri Lanka gewann. Zudem sicherte er sich zunächst auch mit der pakistanischen 4-mal-100-Meter-Staffel in 40,50 s die Bronzemedaille hinter den Teams aus Sri Lanka und Indien. Die Medaillen wurden wegen Dopings später aberkannt.
2015 wurde Ullah pakistanischer Meister in der 4-mal-100-Meter- sowie in der 4-mal-400-Meter-Staffel.

## Doping
Wegen Dopings wurde er vom 3. Dezember 2019 für vier Jahre bis 2. Dezember 2023 gesperrt.

## Persönliche Bestleistungen
(Stand: 21. November 2020)
- 100 Meter: 10,5 s[2], 3. April 2015 in Islamabad
- 100 Meter: 10,64 s[2], 11. November 2019 in Peshawar
- 200 Meter: 21,3 s[2], 5. April 2015 in Peschawar